# 毛萼堇菜
毛萼堇菜（学名：Viola tenuicornis sp. trichosepala）为堇菜科堇菜属下的一个亚种。

## 扩展阅读
- 維基物種上的相關：毛萼堇菜